# Pierre Daniel Huet
Pierre Daniel Huet, född 8 februari 1630 i Caen, död 26 januari 1726 i Paris, var en fransk lärd och biskop.
Huet föranstaltade som lärare för Le grand dauphin tillsammans med Jacques Bénigne Bossuet textupplagan Ad usum Delphini. Han ägnade sig efter 1701 helt åt sina studier, vilkas frukter han nedlade i ett flertal skrifter, såväl filosofiska (bland annat Censura philosophiæ cartesianæ 1689, en stridsskrift mot René Descartes) som filologiska (De interpretatione 2 band 1661 och Histoire du commerce et de la navigation des anciens 1716). Självbiografisk är Commentarius de rebus ad eum pertinentibus (1718).